# بيث شعالي
بيث شعالي
مملكة بيث - شعالي : Beth-Shaali عاصمتُها ( دور إيلاتا Dur-Elata ) وقد شملَتها حملة تغلات بلاصر الثالث العسكرية التي قادها عام 732 ق . م ضِدَّها وضِدَّ مملكة بيث - شيلاني حيث أسِرَ من سُكّانِها خمسين ألفاً وأربعمِئَة فردٍ ورَحَّلهم إلى المناطق الآشورية .